# Roy Summersby
Roy Summersby (Lambeth, 19 de março de 1935) foi um ex-futebolista profissional inglês que jogou como um inside forward. Ele apareceu 275 vezes na Liga de Futebol no Millwall, Crystal Palace e Portsmouth, antes de se mudar em futebol sem liga com Chelmsford Cidade e Hillingdon Borough.